# 高仁雅
安乐王高仁雅（?—?），渤海郡蓨縣（今河北景縣）人，北齊武成帝高湛第十一子。
高仁雅从小有喑疾。天統三年六月己未日（567年7月11日），北齐后主高纬立皇弟高仁几为西河王，高仁邕为乐浪王，高仁俭为颍川王，高仁雅为安乐王，高仁直为丹杨王，高仁谦为东海王。北齐灭亡，高仁雅因为喑疾，获免徙蜀。